# Magnus Lindberg

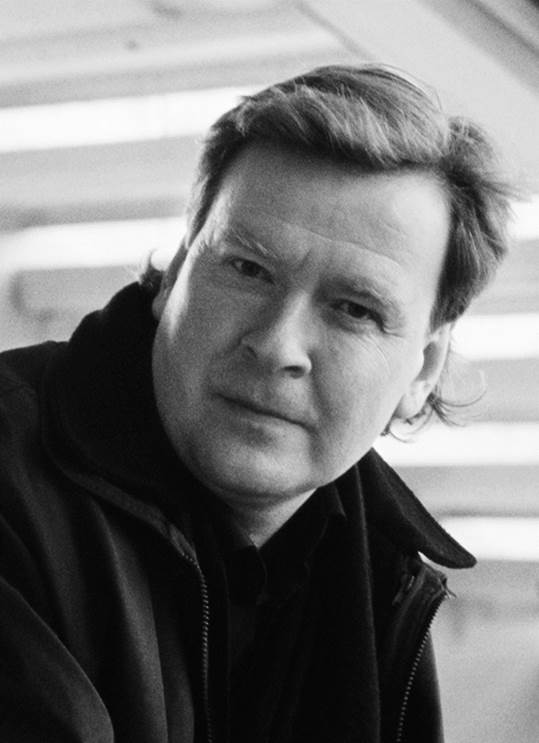
Magnus Lindberg (2015)

Magnus Gustaf Adolf Lindberg (* 27. Juni 1958 in Helsinki) ist ein finnischer Komponist.

## Leben
Magnus Lindberg studierte Komposition an der Sibelius-Akademie in Helsinki bei Einojuhani Rautavaara und Paavo Heininen sowie bei Vinko Globokar in Paris. Er ist mit dem finnischen Dirigenten Esa-Pekka Salonen befreundet.
1992 erhielt er einen der renommierten Music Awards der Royal Philharmonic Society in London, 2000 gewann er den ersten Europäischen Kompositionspreis im Rahmen des Young Euro Classic Festivals in Berlin. 2003 wurde Lindberg mit dem finnischen Wihuri-Sibelius-Preis ausgezeichnet.
2008/09 war er gemeinsam mit Kalevi Aho, der Juryvorsitzender war, und Anders Eliasson Juror des 2. Internationalen Uuno-Klami-Kompositionswettbewerbs.
Von September 2009 bis 2012 war er Composer in Residence bei den New Yorker Philharmonikern und komponierte als Auftragsarbeit das Werk EXPO, das das erste Konzert des neuen Chefdirigenten Alan Gilbert eröffnete.
Die Académie royale des Sciences, des Lettres et des Beaux-Arts de Belgique (Classe des Arts) nahm ihn 2007 als assoziiertes Mitglied auf. 2014 wurde er als auswärtiges Ehrenmitglied in die American Academy of Arts and Letters und 2015 in die American Academy of Arts and Sciences gewählt.

## Kompositionen

### Werke für großes Orchester
- Kraft (1983–1985)
- Tendenza (1982)
- Kinetics (1988–1989)
- Marea (1989–1990)
- Corrente II (1991–1992)
- Aura (in memoriam Witold Lutosławski) (1994)
- Feria (1995–1997)
- Arena 2 (1996)
- Feria (1997)
- Fresco (1997–1998)
- Cantigas (1997–1999)
- Parada (2001)
- Chorale (2001–2002)
- Variationen nach einem Thema von Purcell (2002)
- Concerto for Orchestra (2003)
- Tribute (2004)
- Sculpture (2005)
- Seht die Sonne (2007)
- Graffiti für Kammerchor und Orchester (Text: Antike Römische Graffiti) (2009)
- EXPO (2009)
- Al largo (2010)
- Era (2012)
- Accused für Sopran und Orchester (2014)
- Vivo (2015)
- Two Episodes (2016)
- Tempus fugit (2017)
- Agile (2017–2018)
- Triumph to Exist für Chor und Orchester (2018)
- Absence (2020)

### Werke für kleinere Besetzungen
- Action-Situation-Signification, Suite für Ensemble und Elektronik (1982)
- Ritratto für 18 Spieler (1983)
- Zona für Cello und Ensemble (1983)
- Ur für kleines Ensemble (1986)
- Joy für Kammerorchester (1989–1990)
- Corrente für Kammerorchester (1992)
- Coyote Blues für großes Kammerensemble (1993)
- Arena (1994–1995)
- Arena II für Kammerorchester (1996)
- Gran Duo für 13 Holzbläser und 11 Blechbläser (1999–2000)
- Jubilees für Kammerorchester oder Ensemble (2002)
- Counter Phrases für Kammerensemble (2002–2003)
- Aldeburgh Trilogy (Bubo bubo, Counter Phrases, Red House) (2002–2013)
- Ottoni für 12 Blechbläser (2005)
- Souvenir für großes Ensemble (2010)
- Aventures für Kammerorchester (2013)
- Shadow of the Future (2019)

### Instrumentalkonzerte
- Klavierkonzert Nr. 1 (1990–1994)
- Duo Concertante for solo Klarinette, solo violoncello und Ensemble (1992)
- Campana in Aria für Horn und Orchester (1998)
- Cellokonzert Nr. 1 (1997–1999)
- Klarinettenkonzert (2002, gewidmet dem Klarinettisten Kari Kriikku)
- Violinkonzert Nr. 1 (2006, gewidmet der Geigerin Lisa Batiashvili)
- Klavierkonzert Nr. 2 (2011–2012)
- Cellokonzert Nr. 2 (2013)
- Violinkonzert Nr. 2 (2015)
- Klavierkonzert Nr. 3 (2022)

### Kammermusik
- Quintetto dell’estate für Flöte, Klarinette, Violine, Violoncello und Klavier (1979)
- …de Tartuffe, je crois für Klavier und Streichquartett (1981)
- Quintett für Klarinette, 2 Violinen, Viola und Violoncello (1992)
- Santa Fe Project für Violoncello und Klavier (2006)
- Klarinettentrio für Klarinette, Violoncello und Klavier (2008)
- Klaviertrio für Violine, Violoncello und Klavier (2011–2012)
- Acequia Madre für Viola und Klavier (2012)
- Streichtrio „Maguey de Tlalcoyote“ (2018)
- Deux Études pour trois clarinettes für drei Klarinetten (2020)

### Solowerke
- Accordion Jubilees für Akkordeon (2000)
- Mano a mano für Gitarre (2004)
- Partia für Violoncello (2001)
- Duello für Violoncello (2010)
- Fanfare for Victoria für Trompete (2015)
- Fratello für Klavier (2016)
- Promenade für Klavier (2017)

## Auszeichnungen
- 1986: Prix Italia
- 1986: Picasso-Miró-Medaille der Tribune internationale des compositeurs
- 1988: Musikpreis des Nordischen Rates
- 1992: Musikpreis der Royal Philharmonic Society
- 2003: Wihuri-Sibelius-Preis